# Saison 2018 de l'équipe cycliste UnitedHealthcare
La saison 2018 de l'équipe cycliste UnitedHealthcare est la dix-septième de cette équipe.

## Préparation de la saison 2018

### Sponsors et financement de l'équipe
L'équipe UnitedHealthcare est la propriété de l'entreprise Momentum Sports Group. Créée en 2003, celle-ci a lancé l'équipe sous le nom de Health Net, puis Health Net-Maxxis (2004-2008) et OUCH-Maxxis (2009). Depuis 2010, l'équipe porte le nom de son principal sponsor, l'entreprise d'assurance maladie UnitedHealth. Une équipe féminine UnitedHealthcare, également propriété de Momentum Sports Group, a été lancée en 2014,.

### Arrivées et départs
| Arrivées        | Équipe 2017        |
| --------------- | ------------------ |
| Eric Marcotte   | Cylance            |
| Serghei Tvetcov | Jelly Belly-Maxxis |
| Hugo Velázquez  | Tusnad             |

| Départs           | Équipe 2017 |
| ----------------- | ----------- |
| Gregory Henderson | retraite    |
| Christopher Jones | retraite    |
| Daniel Summerhill |             |

## Coureurs et encadrement technique

### Effectif
| Cycliste              | Date de naissance  | Nationalité | Équipe 2016        |  |
| --------------------- | ------------------ | ----------- | ------------------ |  |
| Janier Acevedo        | 6 décembre 1985    | Colombie    | UnitedHealthcare   |  |
| Carlos Alzate         | 23 mars 1983       | Colombie    | UnitedHealthcare   |  |
| Alexander Cataford    | 1er septembre 1993 | Canada      | UnitedHealthcare   |  |
| Jonathan Clarke       | 18 décembre 1984   | Australie   | UnitedHealthcare   |  |
| Daniel Eaton          | 4 juillet 1993     | États-Unis  | UnitedHealthcare   |  |
| Lucas Sebastián Haedo | 18 avril 1983      | Argentine   | UnitedHealthcare   |  |
| Adrian Hegyvary       | 5 janvier 1984     | États-Unis  | UnitedHealthcare   |  |
| Daniel Jaramillo      | 15 janvier 1991    | Colombie    | UnitedHealthcare   |  |
| Luke Keough           | 10 août 1991       | États-Unis  | UnitedHealthcare   |  |
| Gavin Mannion         | 24 août 1991       | États-Unis  | UnitedHealthcare   |  |
| Eric Marcotte         | 8 février 1980     | États-Unis  | Cylance            |  |
| Travis McCabe         | 12 mai 1989        | États-Unis  | UnitedHealthcare   |  |
| Lachlan Norris        | 21 janvier 1987    | Australie   | UnitedHealthcare   |  |
| Tanner Putt           | 21 avril 1992      | États-Unis  | UnitedHealthcare   |  |
| Serghei Tvetcov       | 29 décembre 1988   | Roumanie    | Jelly Belly-Maxxis |  |
| Hugo Velázquez        | 16 juillet 1992    | Argentine   | Tusnad             |  |

### Encadrement
Mike Tamayo, manager général des équipes masculine et féminine UnitedHealthcare jusqu'en 2017 et présent dans l'encadrement de l'équipe masculine depuis 2007, quitte ses fonctions. Il n'est pas remplacé. Hendrik Redant et Sebastian Alexandre assurent la direction de l'équipe masculine, tandis que Rachel Heal assure celle de l'équipe féminine.

## Bilan de la saison

### Victoires
| Date       | Course                                    | Pays         | Classe | Vainqueur       |
| ---------- | ----------------------------------------- | ------------ | ------ | --------------- |
| 20/04/2018 | 3e étape du Tour of the Gila              | États-Unis   | 2.2    | Serghei Tvetcov |
| 22/04/2018 | 5e étape du Tour of the Gila              | États-Unis   | 2.2    | Gavin Mannion   |
| 1/06/2018  | 3e étape du Tour de Corée                 | Corée du Sud | 2.1    | Serghei Tvetcov |
| 3/06/2018  | Classement général du Tour de Corée       | Corée du Sud | 2.1    | Serghei Tvetcov |
| 15/06/2018 | 3e étape du Tour de Beauce                | Canada       | 2.2    | Serghei Tvetcov |
| 13/07/2018 | Chrono Kristin Armstrong                  | États-Unis   | 1.2    | Serghei Tvetcov |
| 7/08/2018  | 1re étape du Tour de l'Utah               | États-Unis   | 2.HC   | Travis McCabe   |
| 9/08/2018  | 3e étape du Tour de l'Utah                | États-Unis   | 2.HC   | Travis McCabe   |
| 17/08/2018 | 2e étape de la Colorado Classic           | États-Unis   | 2.HC   | Gavin Mannion   |
| 19/08/2018 | 4e étape de la Colorado Classic           | États-Unis   | 2.HC   | Travis McCabe   |
| 19/08/2018 | Classement général de la Colorado Classic | États-Unis   | 2.HC   | Gavin Mannion   |
| 20/09/2018 | 2e étape du Tour de Roumanie              | Roumanie     | 2.2    | Serghei Tvetcov |

### Résultats sur les courses majeures
Les tableaux suivants représentent les résultats de l'équipe dans les principales courses du calendrier international dans lesquelles l'équipe bénéficie d'une invitation (les cinq classiques majeures et les trois grands tours). Pour chaque épreuve est indiqué le meilleur coureur de l'équipe, son classement ainsi que les accessits glanés par UnitedHealthcare sur les courses de trois semaines.

#### Classiques
| Classique            | Milan-San Remo | Tour des Flandres | Paris-Roubaix | Liège-Bastogne-Liège | Tour de Lombardie |
| -------------------- | -------------- | ----------------- | ------------- | -------------------- | ----------------- |
| Coureur (classement) |                |                   |               |                      |                   |

#### Grands tours
| Grand tour           | Tour d'Italie | Tour de France | Tour d'Espagne |
| -------------------- | ------------- | -------------- | -------------- |
| Coureur (classement) |               |                |                |
| Accessits            | -             | -              | -              |